# Mediterráneo
 (septembre 2017).
Si vous disposez d'ouvrages ou d'articles de référence ou si vous connaissez des sites web de qualité traitant du thème abordé ici, merci de compléter l'article en donnant les références utiles à sa vérifiabilité et en les liant à la section « Notes et références ».
Pour le film de Gabriele Salvatores, voir Mediterraneo
Mediterráneo est une chanson de l'auteur-compositeur-interprète espagnol Joan Manuel Serrat, incluse sur l'album du même nom paru en 1971 sur le label Zafiro/Novola.
En 2004, elle est élue par un vote populaire Meilleure chanson de l'histoire de la musique populaire en Espagne, dans un programme de la télévision espagnole intitulé Nuestra mejor canción. Elle est également élue Meilleure chanson pop espagnole par le magazine Rolling Stone en 2010.

## Reprises
- Le musicien cubain Frank Fernández (es) reprend la chanson, en 2005, sur l'album hommage Cuba le canta a Serrat ;
- Le groupe perpignanais Kanélé la reprend, en 2011, sur l'album Entre dos mundos.
- La chanteuse trompettiste de jazz Andrea Motis la reprend, en 2019, sur l'album  Do Outro Lado Do Azul.